# Heodes caeca
Heodes caeca är en fjärilsart som beskrevs av Reiff 1913. Heodes caeca ingår i släktet Heodes och familjen juvelvingar. Inga underarter finns listade i Catalogue of Life.